# Io sono una macchina fotografica
Io sono una macchina fotografica (I Am a Camera) è un'opera teatrale di John William Van Druten, tratta dal romanzo Addio a Berlino di Christopher Isherwood e portata al debutto a Broadway nel 1951.

## Trama
(Christopher Isherwood, Addio a Berlino, trad. Laura Noulian)
Il giovane Christopher Isherwood arriva nella Berlino degli anni 1930 e affitta una camera a casa di Fraülein Schneider. Qui si mantiene dando lezioni d'inglese e grazie a Fritz, uno dei suoi studenti, incontra la spensierata Sally Bowles. Mentre Christopher cerca di scrivere il suo prossimo libro e Sally sogna il successo sulle scene, Fritz usa le lezioni come scusa per incontrare di nascosto Natalia Landauer, una giovane donna ebrea. Su tutti loro si staglia l'ombra del crescente antisemitismo e dell'ascesa del nazismo.

## Debutto internazionale
La pièce fu portata al debutto il 28 novembre 1951 all'Empire Theatre di New York, dove rimase in cartellone con successo per duecentoquattordici repliche fino al 12 luglio successivo. Diretta dallo stesso Van Druten, l'opera si avvaleva di luci e scenografie di Boris Aronson. Il cast originale era composto da William Prince (Christopher Isherwood), Olga Fabian (Fraulein Schneider), Martin Brooks (Fritz Wendel), Julie Harris (Sally Bowles), Marian Winters (Natalia Landauer), Edward Andrews (Clive Mortimer) e Catherine Willard (Mrs Watson-Courtneidge).
Il dramma vinse il New York Drama Critics' Circle per la migliore nuova opera teatrale statunitense e due Tony Award: per la migliore attrice non protagonista (Winters) e per la migliore attrice protagonista (Harris). L'opera infatti consacrò Julie Harris come una delle maggiori interpreti del teatro statunitense e le valse il primo dei suoi cinque Tony Award, un record superato solo nel 2014 da Audra McDonald.
L'allestimento firmato da Van Druten e Aronson fu riproposto al New Theatre di Londra nel 1954, dove rimase in scena per otto mesi con Dorothy Tutin nel ruolo di Sally. Il debutto italiano è avvenuto al Teatro Eliseo di Roma l'11 ottobre 1957, con la regia di Michelangelo Antonioni, le scenografie di Gianni Polidori e un cast composto da Monica Vitti (Sally), Luca Ronconi, Giancarlo Sbragia (Isherwood), Nino Dal Fabbro, Donatella Gemmò, Anna Nogara e Marisa Pizzardi.

## Adattamenti
I Am a Camera contribuì alla popolarità dell'opera di Isherwood, anche perché, per esigenze drammatiche, uniformò in un'unica trama coesa i diversi episodi che compongono il romanzo originale. Non solo fu adattato nel film La donna è un male necessario, diretto da Henry Cornelius (1955), ma sia il musical di Broadway di John Kander e Fred Ebb che l'adattamento cinematografico di Bob Fosse sono basati tanto sulla pièce quanto sul romanzo di Isherwood.